# Tunnel de la deuxième rue de Los Angeles
Le tunnel de la 2e rue de Los Angeles est un tunnel routier situé sur la deuxième rue de Los Angeles et qui traverse la colline du Bunker dans le centre-ville. Long de 472,44 m, il est recouvert de faïences luisant blanc cassé, comme une boîte à lumière, ce qui en fait un lieu populaire pour les tournages. Il s'agit de l'un des lieux les plus photographiés et filmés de Los Angeles, au point que le journal local Los Angeles Times l'a décrit comme « le monument de la ville le plus reconnaissable dont la plupart des Américains n'ont jamais entendu parler ».

Tunnel de la 2e rue de Los Angeles
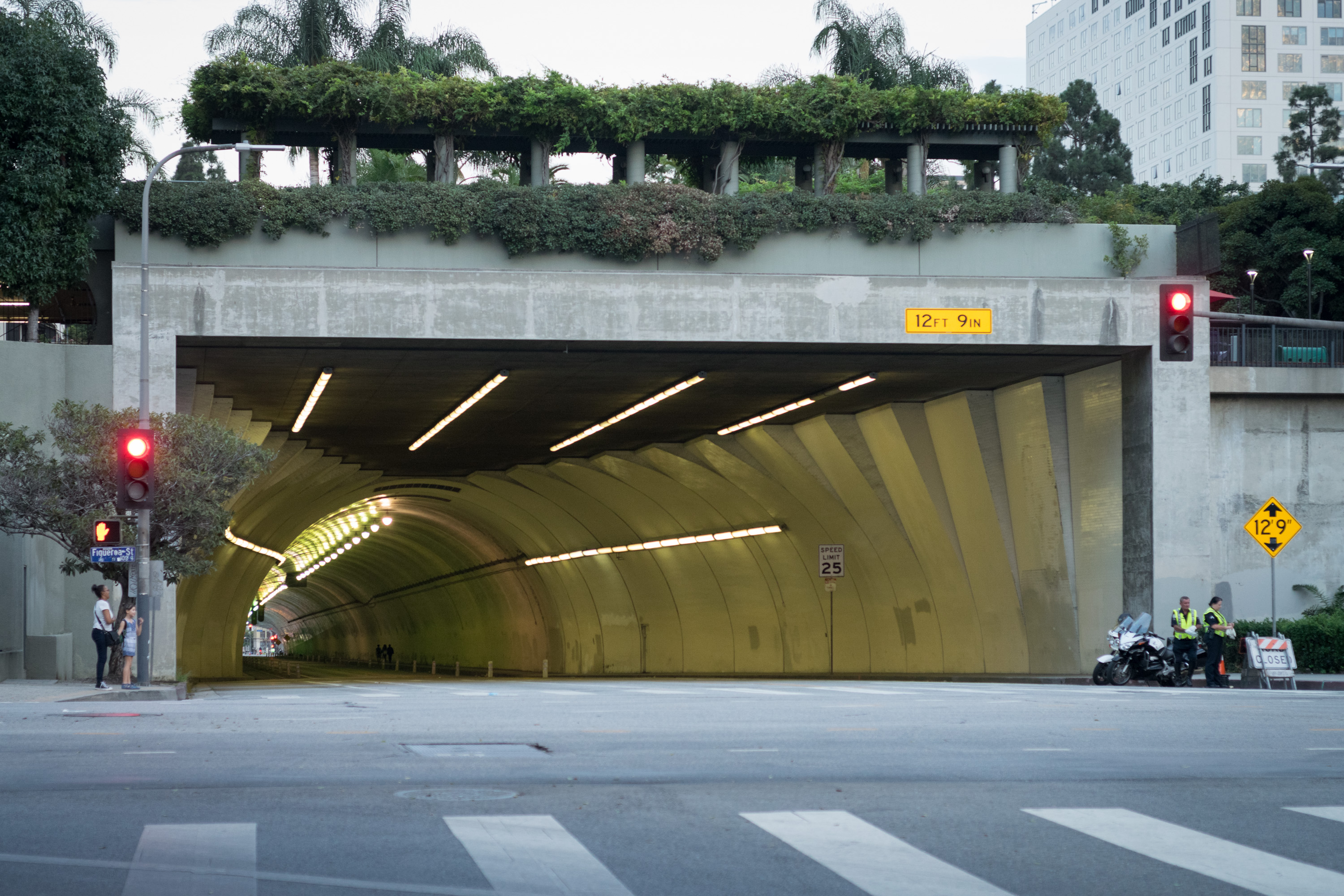
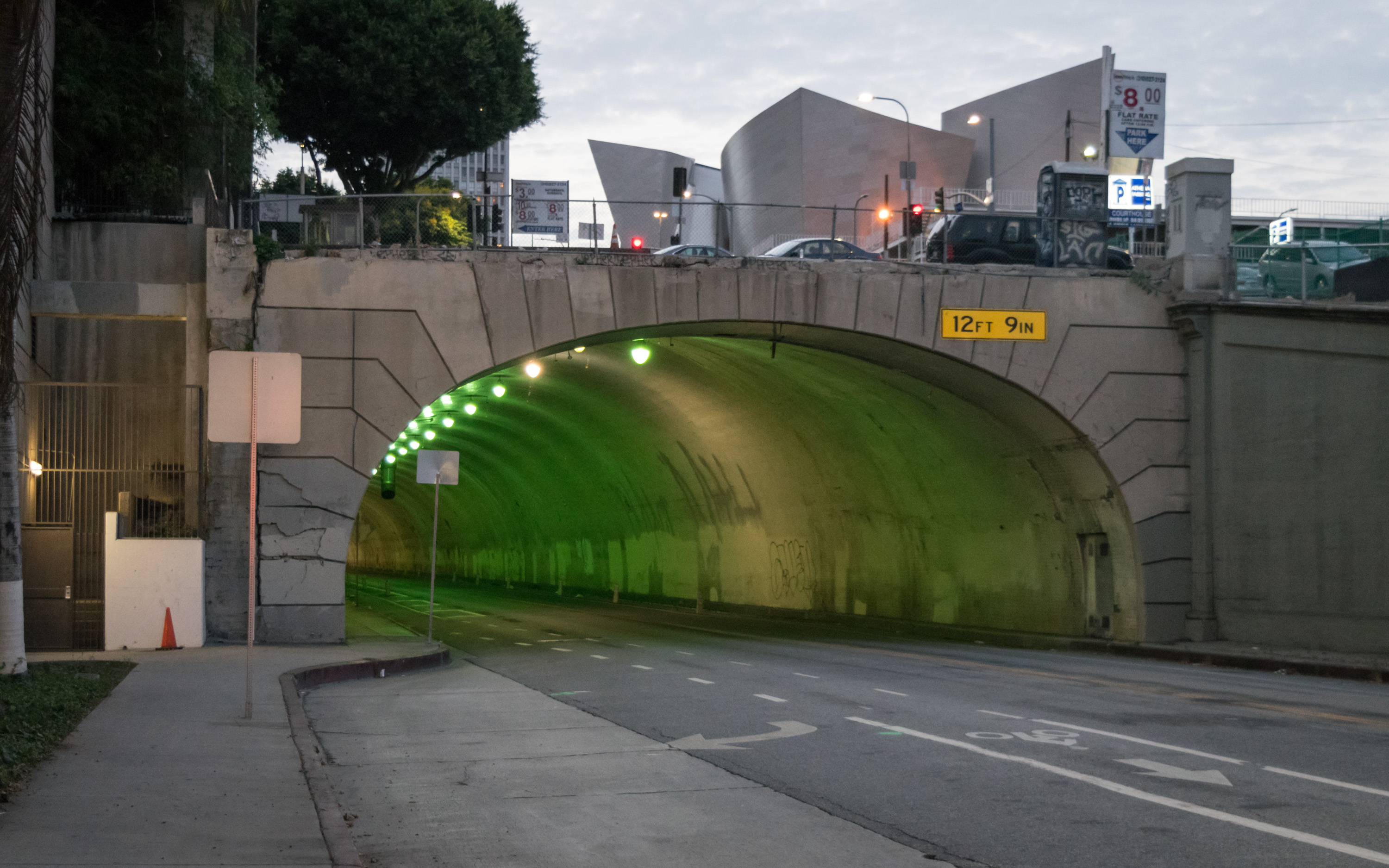
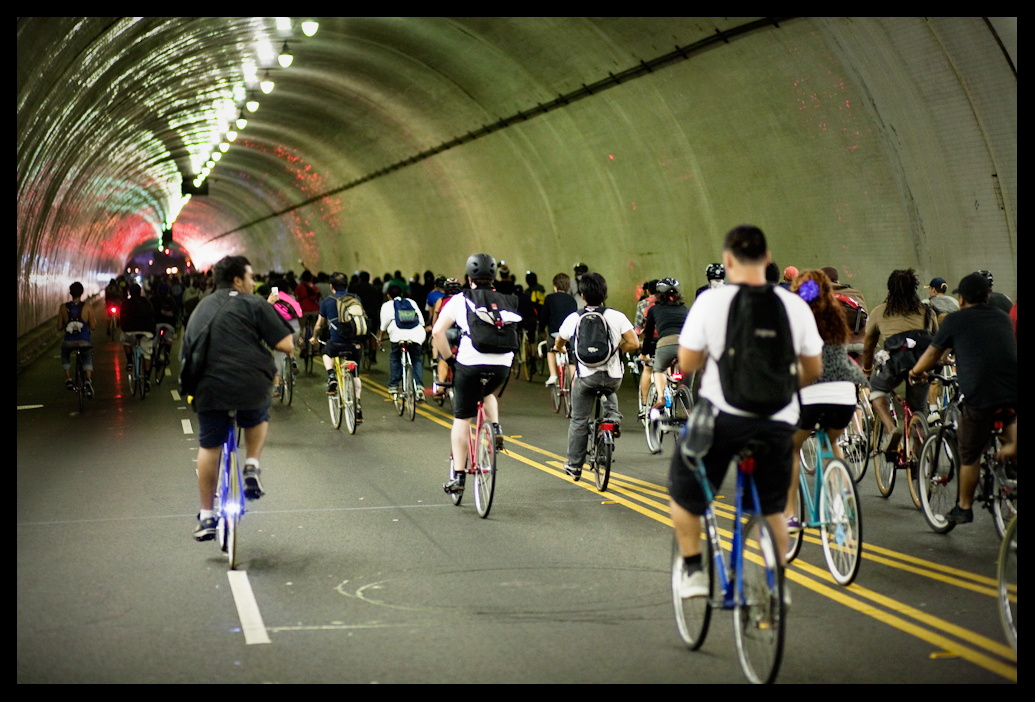

## Historique

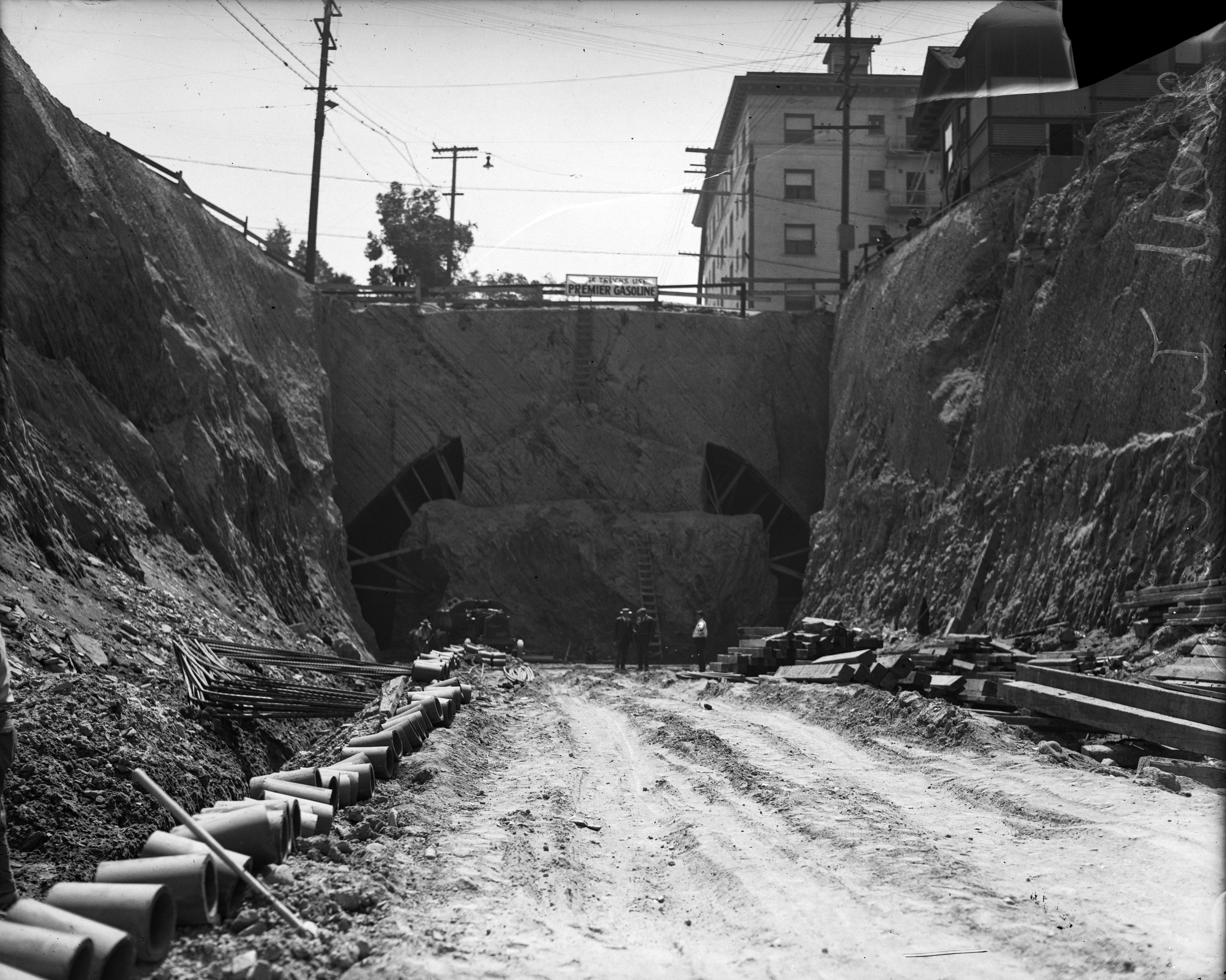
Chantier du tunnel de la seconde rue de Los Angeles en 1921.

La construction débute en 1916 pour décongestionner de ce qui sera la 3e rue de Los Angeles. Les travaux s'achèvent en 1924 et le tunnel est ouvert à la circulation le 25 juillet 1924. La paroi du tunnel est recouverte de faïence blanche venant d'Allemagne, ce qui fit polémique dans le contexte de lendemain de la Première guerre mondiale. C'est cette faïence qui donne cet aspect luisant si caractéristique et photogénique.
Le tunnel comportait à l'origine deux voies de circulation par sens, mais est réduit depuis 2013 à une seule voie de circulation par sens; les deux voies restantes de circulation ont transformées en piste cyclable.

## Dans la culture populaire
Le tunnel a servi fréquemment pour des tournage, notamment pour son aspect futuriste. Il apparaît dans les films suivant :
- L'Homme terminal (1974)
- Driver (1978)
- L'Invasion des profanateurs (1978)
- Terreur sur la ligne (1979)
- Blade Runner (1982)
- Flashdance (1983)
- Terminator (1984)
- La Mort en prime (1984)
- Rocky 4 (1985)
- L'Arme fatale 2 (1989)
- Les Experts (1992)
- Dernière Limite (1992)
- Demolition Man (1992)
- Independence Day (1996)
- Argent comptant (1997)
- Les Ailes de l'enfer (1997)
- Bienvenue à Gattaca (1997)
- Ennemi d'État (1998)
- Kill Bill : Volume 1 (2003)
- Transformers (2007)
- Black November (2012)
- Knight of Cups (2015)

Le tunnel est le lieu de tournage de nombreux clips musicaux, et a également servi pour des défilés de mode.